# Baiame
Baiame (także Biame, Boyma, Biam) – bóg nieba i Ojciec wszystkich rzeczy według wierzeń Aborygenów z plemion zamieszkujących południowo-wschodnią Australię, takich, jak np.: Kamilaroi, Wiradjuri i Euahlayi. Jest także uznawany za pierwszego lekarza, posiadającego władzę nad życiem i śmiercią. Odgrywa znaczącą rolę w rytuałach inicjacji. Jego żonami są Birrahgnooloo (bogini zsyłająca powódź) oraz Cunnumbeille (bogini matek). 

## Stworzenie świata
Baiame przybył z dwiema żonami z południowego wschodu (według innych wersji z południowego zachodu). Najpierw stworzył on zwierzęta obdarzone rozumem, potem – człowieka (z drzewa, gliny lub własnych odchodów, zależnie od wersji), następnie rzeki, góry i lasy. Pierwszym człowiekiem był Moodgegally. Stał się on jednym z wielu pośredników pomiędzy Baiame a ludźmi. Pozostali ludzie są albo jego potomstwem, albo wywodzą się od pierwotnych zwierząt. Baiame nadał im prawa i obyczaje, do dzisiaj opiekuje się ceremoniami inicjacyjnymi poprzez obmywanie wodą życia młodych adeptów. Z niego też wyszły wszystkie totemy. Po zakończeniu aktu stworzenia opuścił ziemię. Po jego odejściu większość świata zamieniła się w pustynię.

## Siedziba
Istnieje kilka wersji tego, jakie miejsce zamieszkuje Baiame po akcie stworzenia, jednak w każdej z nich jest on oddzielony od świata ludzkiego, nie kontaktuje się z nim bezpośrednio swoją obecnością. Według obecnie bardziej powszechnej wersji, mieszka on w niebie, w pobliżu Wielkiej Rzeki (Drogi Mlecznej). Widoczna jest jedynie górna część jego ciała, dolna jest nierozerwalnie przyłączona do nieboskłonu. Niektórzy interpretują go jako Krzyż Południa. Według plemienia Wiradjuri, Baiame zamieszkuje na wyspie pośrodku morza i żywi się rybami. Jego posiadłości są bacznie pilnowane przez psy z głowami świń – są to przeobrażeni ludzie. Każdego, kto się zbliży, czeka natychmiastowa śmierć.

## Posłannicy
Ponieważ według wszystkich wierzeń Baiame nie przebywa w świecie ludzi, w każdej wersji mitów na jego temat istnieją posłannicy. Informują go oni o tym, co się dzieje na ziemi, i wcielają w życie jego rozkazy. Są to m.in.:
- Daramulun – syn Baiame i Birrahgnooloo (lub brat Baiame), który często jest wymieniany jako najważniejsze bóstwo obrzędów inicjacji; według innych wersji bóstwo o tym samym imieniu jest odpowiednikiem Baiame i stwórcą ludzi;
- Grogally – według niektórych wersji, przynosi on do Baiame wieści na temat ludzi i przyprowadza do niego dusze;
- Moodgegally – pierwszy człowiek na Ziemi;
- ptak Wombu – olbrzymie bóstwo przypominające humanoidalnego ptaka;
- Słońce i Księżyc – również są wymieniane czasami jako jego posłańcy.

## Małżonki
Baiame ma dwie żony, z którymi przybył z daleka. Główna żona to Birrahgnooloo. Dysponuje ona częścią mocy swojego męża i zasiada na kryształowym tronie obok niego. Według niektórych wersji to ona jest odpowiedzialna za zsyłanie na ziemię deszczu (według innych czyni to sam Baiame). Drugą żoną jest Cunnumbeille, odgrywa ona w religii mniejszą rolę. Według jednego z mitów, obie żony Baiame zostały kiedyś porwane przez potwory wodne z jeziora i zjedzone. Baiame musiał zainterweniować, zabił potwory i wyjął z ich ciała zwłoki obu żon. Następnie Bóg przywrócił Birrahgnooloo i Cunnumbeille do życia, dając im nowe ciała.

## Powiązania z chrześcijańskim Bogiem
Ksiądz misjonarz William Ridley użył imienia Baiame dla określenia Boga Chrześcijan, gdy próbował przetłumaczyć to słowo na język plemienia Kamilaroi. Według niektórych źródeł bóg Baiame w ogóle nie istniał przed przybyciem chrześcijan i został on wymyślony przez XIX-wiecznych misjonarzy. 

## Inne informacje
Według mitów, wynalazł kamienną pułapkę na ryby.
Koncepcja boga, który sam stworzył znany świat i rządzi nim niepodzielnie, nie jest popularna wśród Aborygenów. Większość plemion oddaje cześć bóstwom, które są własnością poszczególnych klanów. Bóg wszystkiego istnieje tylko na południowym wschodzie Australii i na północy kraju. Na północy oddawana jest cześć stwórcy nazywanemu Mutjingga lub Imberombera.